# أرز الخميرة الحمراء

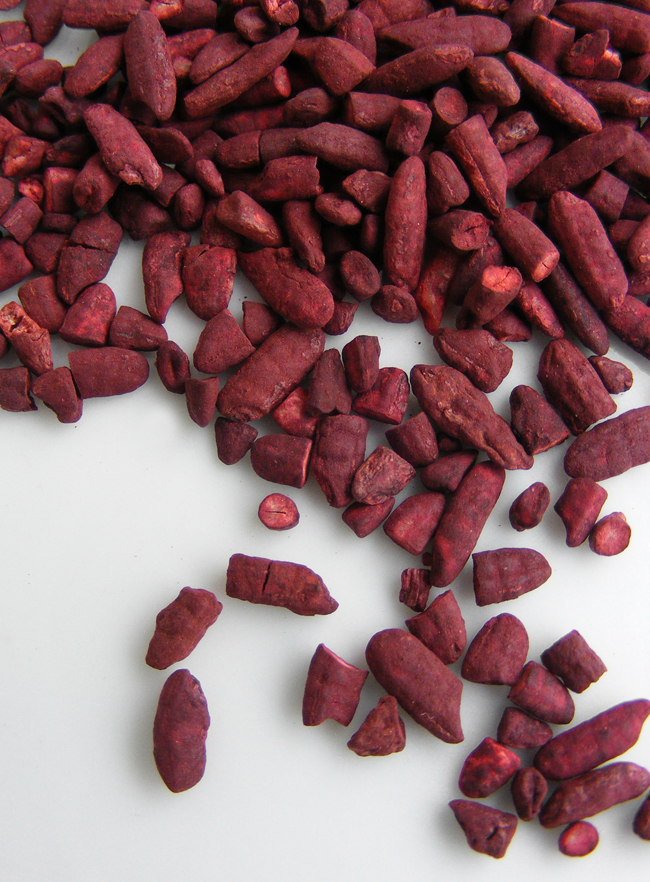
الأرز الرطب المزروع باستخدام نوع الفطر موناسكوس بوربوريُس يتحول إلى اللون الأحمر؛ وعند تجفيفه يُطلق عليه اسم "أرز الخميرة الحمراء".

أرز الخميرة الحمراء أو الأرز الأحمر "كوجي" هو نوع من الأرز المخمر الذي يتميز بلونه الأحمر الأرجواني الساطع، ويكتسب هذا اللون نتيجة زراعته باستخدام العفن Monascus purpureus. يُطلق على أرز الخميرة الحمراء في اللغة اليابانية اسم كوجي، وهو يعني "حبوب أو بقوليات مُغطاة بعفن مزروع"، وهي طريقة تقليدية لتحضير الطعام تعود إلى حوالي 300 قبل الميلاد.
إلى جانب استخدامه في الطهي، يُستخدم أرز الخميرة الحمراء أيضًا في علم الأعشاب الصيني والطب الصيني التقليدي، وربما يعود هذا الاستخدام إلى عهد أسرة تانغ حوالي عام 800 ميلادي. وقد تم وصف أرز الخميرة الحمراء في الصيدلية الصينية بن تساو غانغ مو للمؤلف لي شيجين.
بدأ استخدامه في العصر الحديث كمكمل غذائي في أواخر السبعينيات، عندما عزل الباحثون مادة لوفاستاتين من فطر رشاشية ومركبات موناكولين من فطر Monascus، وهو نفس الفطر المستخدم في تصنيع أرز الخميرة الحمراء. وأظهرت التحليلات الكيميائية لاحقًا أن مادة لوفاستاتين ومركب موناكولين K متطابقان. أصبحت مادة لوفاستاتين عقارًا مسجلًا يُباع تحت اسم Mevacor. بينما تحول أرز الخميرة الحمراء إلى مكمل غذائي يُباع دون وصفة طبية في الولايات المتحدة ودول أخرى. وفي عام 1998، بدأت إدارة الغذاء والدواء الأمريكية (FDA) باتخاذ إجراءات لحظر مكمل غذائي يحتوي على مستخلص أرز الخميرة الحمراء، مُعلنة أن المنتجات التي تحتوي على موناكولين K تعتبر مماثلة لعقار يُصرف بوصفة طبية، وبالتالي تخضع لتنظيم الأدوية.

## المصطلحات
يُعرف أرز الخميرة الحمراء أيضًا بأسماء أخرى مثل: الأرز الأحمر المخمر, الأرز الأحمر كوجي أو الأرز كوجي الأحمر نسبةً إلى اسمه الياباني، وكذلك أنكا أو أنغكك بناءً على نطق اسمه الصيني في لهجة المين الجنوبية. في الأدبيات العلمية والشعبية المكتوبة باللغة الإنجليزية التي تعتمد بشكل أساسي على الاستخدام التقليدي الياباني، غالبًا ما يُشار إلى أرز الخميرة الحمراء باسم "الأرز الأحمر كوجي". بينما تفضل المقالات المكتوبة بالإنجليزية التي تستند إلى المصادر الصينية ترجمة الاسم إلى "أرز الخميرة الحمراء".

## الإنتاج
يتم إنتاج أرز الخميرة الحمراء من خلال زراعة نوع العفن Monascus purpureus على الأرز لمدة تتراوح بين 3 إلى 6 أيام في درجة حرارة الغرفة. تتحول حبات الأرز إلى اللون الأحمر الفاتح في الداخل، وإلى اللون الأرجواني المحمر على السطح الخارجي. يتم بيع الأرز المُخمّر إما كحبوب مجففة، أو يُطهى ويُبستر ليُباع كمعجون رطب، أو يُجفف ويُطحن ليُباع على شكل مسحوق ناعم. تُعد الصين أكبر منتج في العالم للأرز المخمر بالأحمر، ولكن الشركات الأوروبية دخلت السوق أيضًا.

## الاستخدامات

### الاستخدامات الطهوية

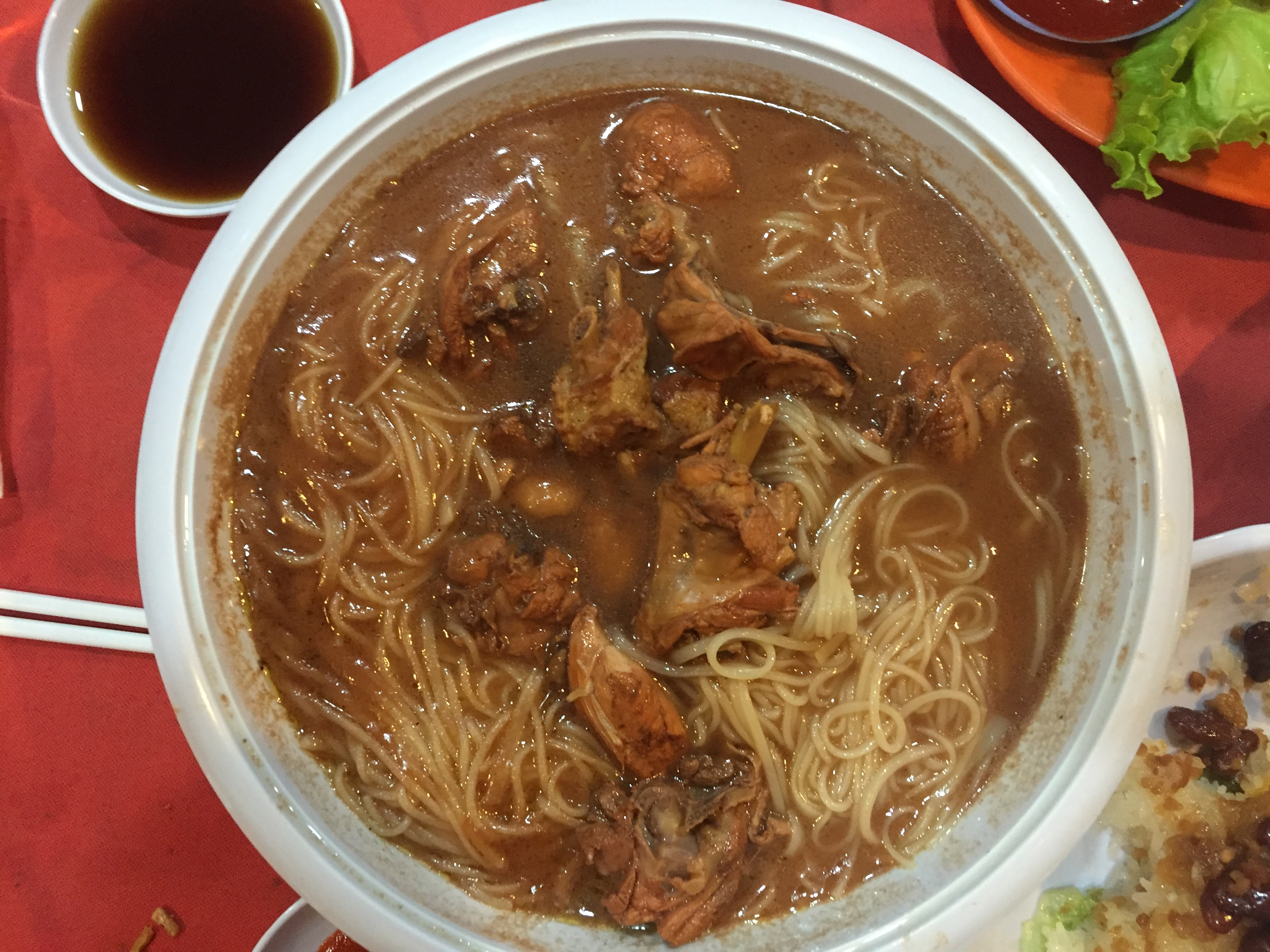
طبق دجاج نبيذ فوجيان الأحمر مع نودلز ميسوا

يُستخدم أرز الخميرة الحمراء لإضفاء اللون على مجموعة متنوعة من المنتجات الغذائية، بما في ذلك التوفو المخمر، خل الأرز الأحمر، شار سيو، بط بكين، والمخبوزات الصينية التي تتطلب تلوينًا باللون الأحمر.
في الصين، يعود توثيق استخدامه إلى القرن الأول الميلادي على الأقل. ويُستخدم أيضًا تقليديًا في إنتاج عدة أنواع من النبيذ الصيني مثل نبيذ شاوشينغ، وكذلك في صنع السَاكِي الياباني المعروف باسم أكاي ساكي، حيث يُضفي لونًا أحمر على هذه الأنواع من النبيذ. وقد أُطلق عليه اسم "كوجي" (باليابانية)، ويعني "حبوب أو فاصوليا مغطاة بعفن مزروع".
يُمكن استخدام مخلفات التخمير المتبقية من إنتاج النبيذ، المعروفة باسم هونغزاو ((红糟))، كمنكهات تُضيف نكهة لطيفة ومميزة إلى الطعام. تُستخدم هذه المخلفات بشكل خاص في مطبخ فوجيان، حيث تدخل في تحضير أطباق مثل دجاج نبيذ فوجيان الأحمر، وهو طبق احتفالي يُرتبط بأعياد الميلاد واحتفالات رأس السنة الصينية.
يُستخدم أرز الخميرة الحمراء (أنكاك في اللغة الفلبينية) على نطاق واسع في الفلبين لتلوين وحفظ بعض الأطباق التقليدية مثل الجمبري المخمر (باغونغ ألمنغ)، وبورونغ إيسدا (الأرز والسمك المخمر)، وبالاو-بالاو (الأرز والجمبري المخمر).

### الطب الصيني التقليدي
بالإضافة إلى استخدامه في الطهي، يُستخدم أرز الخميرة الحمراء أيضًا في علم الأعشاب الصيني والطب الصيني التقليدي. وقد وُصفت الاستخدامات الطبية للأرز المخمر بالأحمر في الصيدلية الصينية بن تساو غانغ مو التي جمعها لي شيجن حوالي عام 1590. تضمنت التوصيات استخدامه داخليًا لتنشيط الجسم، وتعزيز الهضم، وتنشيط الدورة الدموية.وأحد المصادر اقتبس ادعاءات لي شيجن الصحية كالتالي: "...له تأثير في تعزيز الدورة الدموية وتفتيت الركود، وتنشيط الطحال، وإزالة عسر الهضم".

## أرز الخميرة الحمراء وأدوية الستاتين
في أواخر السبعينيات، بدأ الباحثون في الولايات المتحدة واليابان في عزل مركب لوفاستاتين من فطر رشاشية ومركبات الموناكولين من فطر Monascus، وهو الفطر نفسه المستخدم في تصنيع أرز الخميرة الحمراء (RYR) عند زراعته تحت ظروف خاضعة للرقابة الدقيقة. أظهرت التحليلات الكيميائية لاحقًا أن لوفاستاتين والموناكولين K هما مركبان كيميائيان متطابقان. وقد جرت عمليات العزل، والتوثيق، وتقديم طلبات براءة الاختراع بفارق أشهر قليلة. أصبح اللّوفاستاتين دواءً مسجلاً ببراءة اختراع يُباع تحت الاسم التجاري "Mevacor". لاحقًا، أصبح أرز الخميرة الحمراء مكملًا غذائيًا يُباع بدون وصفة طبية في الولايات المتحدة ودول أخرى.
يعمل اللّوفاستاتين وأدوية الستاتين الموصوفة الأخرى على تثبيط تخليق الكوليسترول من خلال منع عمل إنزيم مختزلة 3-هيدروكسي-3-ميثيل جلوتاريل تميم الإنزيم أ. ونتيجة لذلك، يتم تقليل مستويات الكوليسترول الكلي والكوليسترول منخفض الكثافة (LDL) في الدم بنسبة تتراوح بين 24% و49%، حسب نوع الستاتين والجرعة المستخدمة.
تنتج سلالات مختلفة من فطر Monascus كميات متفاوتة من الموناكولينات. وتُعتبر سلالة "Went" من Monascus purpureus (حيث يشير "purpureus" إلى اللون الأحمر الداكن في اللاتينية) عند تخميرها ومعالجتها بشكل صحيح مصدرًا لمسحوق الأرز المخمر الأحمر المجفف الذي يحتوي على حوالي 0.4% من الموناكولينات، ونحو نصف هذه النسبة يتكون من الموناكولين K، وهو مركب كيميائي مطابق للّوفاستاتين.

## القيود التنظيمية في الولايات المتحدة
تعتبر إدارة الغذاء والدواء الأمريكية (FDA) أن المنتجات التي تحتوي على أرز الخميرة الحمراء وتشمل الموناكولين K مطابقة للأدوية الموصوفة، وبالتالي تخضع للتنظيم كدواء. وفي عام 1998، بدأت إدارة الغذاء والدواء اتخاذ إجراءات لحظر منتج يحتوي على مستخلص أرز الخميرة الحمراء (Cholestin). حكمت محكمة المقاطعة الأمريكية في ولاية يوتا لصالح السماح ببيع المنتج دون قيود، ولكن هذا القرار تم عكسه عند الاستئناف أمام محكمة الاستئناف الأمريكية في عام 2001.
في عام 2007، أرسلت إدارة الغذاء والدواء رسائل تحذيرية لشركتين لصناعة المكملات الغذائية. زعمت إحداهما أن منتجها يحتوي على الموناكولين، بينما لم تقدم الأخرى مثل هذا الادعاء، ولكن إدارة الغذاء والدواء لاحظت أن كلا المنتجين يحتويان على موناكولينات. تم سحب المنتجين من السوق.
وفي بيان صحفي، حذرت إدارة الغذاء والدواء: "من شراء أو تناول منتجات أرز الخميرة الحمراء... لأنها قد تحتوي على دواء غير مرخص قد يضر بالصحة." وكان التبرير لهذا التحذير أن المستهلكين قد لا يدركون أن المخاطر المرتبطة بأرز الخميرة الحمراء المحتوي على الموناكولين تماثل تلك المرتبطة بأدوية الستاتين الموصوفة طبيًا.

#### تقرير تحليل المنتجات (2010 و2017)
في عام 2010، أُجريت دراسة على 12 منتجًا متوفرًا تجاريًا في الولايات المتحدة، وكشفت أن محتوى الموناكولينات الكلي في كل كبسولة بجرعة 600 مغ تراوح بين 0.31 و11.15 مغ.
وفي دراسة أخرى عام 2017 شملت 28 علامة تجارية من مكملات أرز الخميرة الحمراء التي تم شراؤها من متاجر أمريكية، وجد الباحثون أن "كمية الموناكولين K تراوحت بين معدومة وقوة تماثل الوصفات الطبية".

#### تجنب التنظيم
تتفادى العديد من هذه المنتجات تنظيم إدارة الغذاء والدواء (FDA) بعدم احتوائها على أي كميات ملحوظة من الموناكولين. غالبًا ما تشير الملصقات والمواقع الإلكترونية إلى أنها "مخمرة وفقًا للطرق الآسيوية التقليدية" أو "مشابهة للاستخدامات الطهوية". هذه المنتجات لا تدعي احتواءها على اللوفاستاتين أو أي تأثير على خفض الكوليسترول. إذا كانت المنتجات خالية من اللوفاستاتين ولا تدعي وجوده أو تأثيره، فإنها لا تخضع لإجراءات إدارة الغذاء والدواء.

#### التباين في المحتوى
أكدت مراجعتان أن محتوى الموناكولين في مكملات أرز الخميرة الحمراء يتفاوت بشكل كبير، مع وجود بعض المنتجات التي تحتوي على كميات ضئيلة جدًا منه.

## الأدلة السريرية
في التجارب السريرية، عادةً ما يتم استخدام جرعات تتراوح بين 1200–2400 مغ/يوم من أرز الخميرة الحمراء، حيث تحتوي الجرعة اليومية على ما يقرب من 10 مغ من إجمالي الموناكولينات، نصفها تقريبًا يكون موناكولين K.
أفادت تحليلات تلوي بأن أرز الخميرة الحمراء يقلل من LDL-كوليسترول بمقدار 1.02 ملمول/لتر (39.4 ملغ/ديسيلتر) مقارنةً بالدواء الوهمي. تراوحت نسبة حدوث الآثار الجانبية المبلغ عنها بين 0% و5%، ولم تكن مختلفة بشكل ملحوظ عن المجموعة الضابطة. تضمنت تحليلات تلوي أخرى تجارب إكلينيكية حديثة، وأكدت النتائج انخفاضًا كبيرًا في إجمالي الكوليسترول وLDL-كوليسترول، مما يدعم فعالية المكمل في تحسين مستويات الدهون في الدم.
في المراجعة الأولى، كان أكبر وأطول تجربة سريرية قد أُجريت في الصين. تم تسجيل ما يقارب 5000 مريض بعد إصابتهم بنوبة قلبية، حيث تم متابعة هؤلاء المرضى لمدة 4.5 سنوات بشكل متوسط، مع إعطائهم إما دواء وهمي أو منتج من أرز الخميرة الحمراء يسمى شيويجيكانغ (血脂康). المنتج المختبر كان مستخلصًا إيثيليًا من أرز الخميرة الحمراء، ويحتوي على 11.6 مغ من موناكولين K يوميًا.
في المجموعة المعالجة، تم تقليص خطر حدوث نوبات قلبية لاحقة بنسبة 45%. - تم تقليص الوفيات القلبية بنسبة 31%. - تم تقليص الوفيات لجميع الأسباب بنسبة 33%. تشير هذه النتائج المتعلقة بالنوبات القلبية والوفيات القلبية إلى فعالية أفضل مقارنة بما تم تقريره عن أدوية الستاتين الموصوفة. وأشار استعراض آخر في 2008 إلى أن التأثيرات الوقائية لأدوية الستاتين على القلب في المجتمعات اليابانية تحدث بجرعات أقل مما هو مطلوب في المجتمعات الغربية. وقد تم الافتراض أن الكمية المنخفضة من الموناكولينات في منتج شيويجيكانغ قد تكون أكثر فعالية في الوقاية من تصلب الشرايين لدى السكان الصينيين، وهو ما يفسر التأثيرات المحسّنة بشكل غير متوقع في هذه الفئة السكانية.

## السلامة
لم يتم تحديد سلامة منتجات أرز الخميرة الحمراء (RYR) بشكل نهائي. وقد تم العثور على بعض المكملات التي تحتوي على مستويات عالية من "السيترينين"، وهو مادة سامة للكبد والكلى والحمض النووي الخلوي. كما أن المنتجات التجارية تحتوي على كميات متفاوتة بشكل كبير من الموناكوليناتونادرًا ما تُعلن هذه المحتويات على الملصقات، مما يصعب تقييم المخاطر. تم الاشتباه في قيام موردي المكونات بـ"تعزيز" تحضيرات أرز الخميرة الحمراء باستخدام لوفاستاتين نقي. وذكرت إحدى التحليلات المنشورة أن بعض المنتجات التجارية كانت تحتوي تقريبًا بالكامل على موناكولين K، مما قد يحدث إذا تم إضافة دواء اللوفاستاتين بشكل غير قانوني، بدلاً من التركيبة المتوقعة التي تحتوي على العديد من مركبات الموناكولين.
تم الإبلاغ في الأدبيات عن حالات من التهاب العضلات (ميوباثي) وتلف الكبد نتيجة لاستخدام أرز الخميرة الحمراء. وأشار استعراض إلى أن "الإشارات المحتملة للسلامة المتعلقة بالتهاب العضلات وتلف الكبد تثير الفرضية بأن الملف الأمني لأرز الخميرة الحمراء مشابه لأدوية الستاتين. يجب تعزيز المراقبة المستمرة للمكملات الغذائية لتوصيف ملف المخاطر الخاص بها، وبالتالي دعم الهيئات التنظيمية لاتخاذ الإجراءات المناسبة."
في عام 2018، خلصت هيئة سلامة الأغذية الأوروبية (EFSA) إلى أنَّه عند احتواء تحضيرات أرز الخميرة الحمراء على الموناكولينات، لم تتمكن الهيئة من تحديد كمية يمكن اعتبارها آمنة. السبب في ذلك هو تقارير الحالات التي أظهرت ردود فعل سلبية شديدة تجاه المنتجات التي تحتوي على الموناكولينات بجرعات منخفضة تصل إلى 3 مغ/يوم.
أرز الخميرة الحمراء غير موصى به خلال الحمل أو الرضاعة.
في مارس 2024، أمرت وزارة الصحة والعمل والرفاهية اليابانية المتاجر بسحب ثلاث مكملات غذائية تحتوي على أرز الخميرة الحمراء (RYR) من السوق: "بنكووجي كولستهلب"، "نايشيهلب بلس كوليسترول"، و"ناتو كيناز ساراسارا تسوبو"، والتي تم إنتاجها بواسطة شركة كوباياشي فارما. وذلك بعد تلقي تقارير عن مرض الآلاف من المستخدمين. تم نقل أكثر من مئة شخص تتراوح أعمارهم بين 40 إلى 80 عامًا إلى المستشفيات، وتوفي خمسة أشخاص في 29 مارس، وكان أربعة منهم قد توفوا بسبب مشاكل في الكلى. تم الإبلاغ عن أكثر من 12,000 حالة من المشاكل الصحية التي تعرض لها المستخدمون. وقد أكدت الشركة أنها تستخدم سلالة لا تنتج "السيترينين". وقد تم العثور على "حمض البوبروليك" في المنتجات المسحوبة من السوق، وهي الآن تحقق فيما إذا كانت هذه المادة قد تكون مرتبطة بحالات الوفاة. وتبين أن الدفعة المشتبه فيها تم إنتاجها في عام 2023. وذكر بعض المحللين أن السبب وراء ذلك هو "إلغاء تنظيم الصناعة"، الذي كان يهدف إلى تعزيز النمو الاقتصادي من خلال تسهيل الموافقة على المنتجات الصحية. وتم أيضًا سحب منتجات أخرى من "بنكووجي"، مثل معجون الميسو، والبسكويت، وصبغات الطعام، وخل السلطة، التي تم إنتاجها بواسطة شركات أخرى. وقد أعلنت شركة كوباياشي فارما رسميًا عن وقف إنتاج منتجات "بيني كوجي" في 8 أغسطس 2024.

## روابط خارجية
- Medicine Net. "Red Yeast Rice". مؤرشف من الأصل في 2023-09-29. اطلع عليه بتاريخ 2006-02-12.
- PDRhealth. "Red Yeast Rice". مؤرشف من الأصل في 2005-11-25. اطلع عليه بتاريخ 2006-02-12.